# Jack LeVant
Jack Harrison LeVant (Southlake, 3 ottobre 1999) è un nuotatore statunitense.

## Biografia
Ha rappresentato gli Stati Uniti ai mondiali di Gwangju 2019, dove ha vinto la medaglia di bronzo nella stafetta 4x200 metri stile libero, gareggiando con i connazionali Andrew Seliskar, Blake Pieroni, Zachary Apple, Townley Haas e Jack Conger.

## Palmarès
- Mondiali

Gwangju 2019: bronzo nella 4x200 m sl;